# Mystaria unicolor
Mystaria unicolor är en spindelart som beskrevs av Simon 1895. Mystaria unicolor ingår i släktet Mystaria och familjen krabbspindlar.
Artens utbredningsområde är Sierra Leone. Inga underarter finns listade i Catalogue of Life.